# Căutătorii de aur
Căutătorii de aur este un film românesc din 1986 regizat de Alecu Croitoru și Sergiu Nicolaescu. Rolurile principale au fost interpretate de actorii Ernest Maftei și Colea Răutu.

## Distribuție
- Constantin Băltărețu
- Ion Doruțiu
- Dorin Dron
- Ernest Maftei
- Gilda Marinescu
- Adrian Mihai
- Constantin Rauțchi
- Colea Răutu

## Primire
Filmul a fost vizionat de 2.578.021 de spectatori la cinematografele din România, după cum atestă o situație a numărului de spectatori înregistrat de filmele românești de la data premierei și până la data de 31 decembrie 2014 alcătuită de Centrul Național al Cinematografiei.